# Oxyini
Tribu
Synonymes
- Caryandinae Yin & Liu, 1987
- Cranaeae Brunner von Wattenwyl, 1893
- Gesonulini Usmani & Shafee, 1984

Les Oxyini sont une tribu d'insectes orthoptères de la famille des Acrididae et de la sous-famille des Oxyinae.

## Liste des genres
- genre Bermiella Bolívar, 1912
- genre Bermiodes Bolívar, 1912
- genre Bermius Stål, 1878
- genre Caryanda Stål, 1878
- genre Cercina Stål, 1878
- genre Cranae Stål, 1878
- genre Cranaella Ramme, 1941
- genre Daperria Sjöstedt, 1921
- genre Emeiacris Zheng, 1981
- genre Gesonula Uvarov, 1940
- genre Lemba Huang, 1983
- genre Nepalocaryanda Ingrisch, 1990
- genre Oxya Serville, 1831
- genre Oxyina Hollis, 1975
- genre Paracranae Willemse, 1931
- genre Philicranae Willemse, 1955
- genre Pseudocaryanda Willemse, 1939
- genre Pseudocranae Bolívar, 1898
- genre Pseudoxya Yin & Liu, 1987
- genre Quilta Stål, 1861
- genre Thanmoia Ramme, 1941
- genre Tolgadia Sjöstedt, 1920